# Luigi Vignato

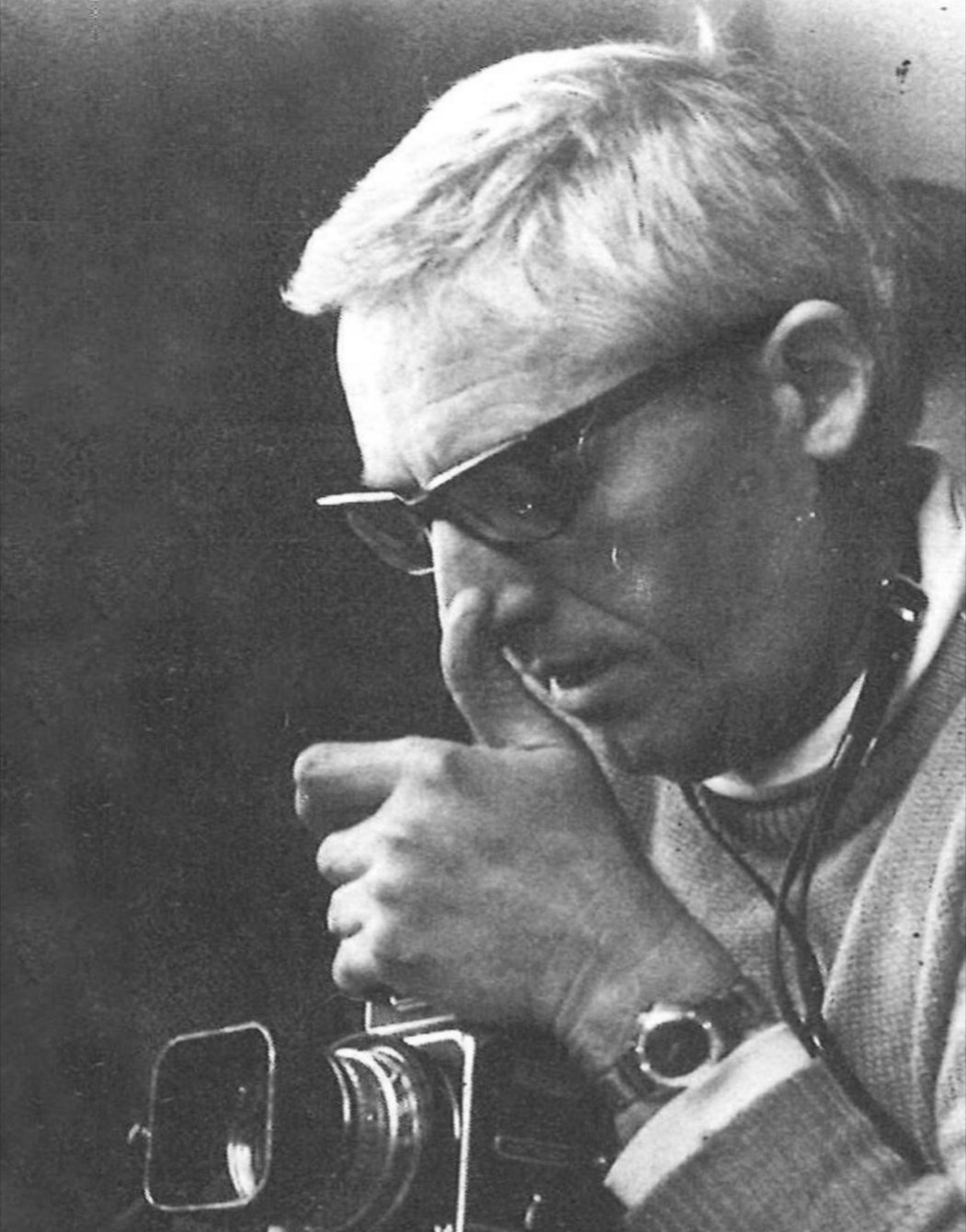
Luigi Vignato con la sua fotocamera

Luigi Vignato (Vicenza, 19 maggio 1929 – Torri di Quartesolo, 14 gennaio 2021) è stato uno scrittore, fotografo ed esploratore italiano.

## Biografia
Terzo di sette fratelli, Luigi Vignato nasce a Vicenza nel 1929. Frequenta le scuole elementari presso il Patronato Leone XIII dove avrà come compagno di classe il futuro scrittore Goffredo Parise.  Nel 1948, all'età di 18 anni, lascia il Liceo Antonio Pigafetta  per imbarcarsi su un cargo diretto a Puerto Cabello in Venezuela. 
Nel 1950 è stato il primo italiano a vedere e fotografare il Salto Angel, la cascata più alta del mondo, per questo poi verrà soprannominato il Jack London dell’Orinoco.
Negli anni '80 documenta l'Amazzonia nel corso di una decina di viaggi e nel 1985 partecipa come fotografo alla spedizione per la conquista della parete del Kukenam nel bacino dell'Orinoco con l'alpinista vicentino Franco Perlotto, Paolo Perlotto, Angela Buzzi, Michele Radici (Regista e cineoperatore) e Charles King. Da questa spedizione il regista Radici produce e dirige il documentario per l'Istituto Luce Kukenam 85: La grande Sabana Venezuelana e il bacino del Caronì.
Le sue foto di grande formato e stampate nel proprio laboratorio sono state esposte in Italia, America Latina e Giappone.
Tra queste nel 1978 in Basilica Palladiana venne organizzata una mostra intitolata "Salviamo l’Araceli", atto di sensibilizzazione nel confronto del patrimonio architettonico cittadino costituito dalla Chiesa di Santa Maria in Araceli, bisognosa di un imminente restauro.
Nel 1982 in Basilica Palladiana viene inaugurata, con la partecipazione di Mariano Rumor, una mostra dedicata ai suoi viaggi in Sud America in particolare sulla Guyana Venezuelana, composta da 450 fotografie a colori. La mostra conterà, in due settimane, sedicimila visitatori.
A Roma dal 22 Novembre al 5 dicembre 1983 all'Istituto Latino Americano vennero esposte circa 400 fotografie a colori contenenti le immagini del Guayana Venezuelana.
Nel 1987 è ospite del Rotary Club, presentato ai soci dal presidente Giampaolo Regazzo per raccontare la sua esperienza da etologo ed esploratore.
Si reca per l’ultima volta in Venezuela nel 1988 dirottando la sua esplorazione in solitaria nel villaggio dei cercatori d'oro di Las Claritas, a Carabobo, dove nessun giornalista e fotografo erano mai arrivati.
Nel 2007 pubblica il suo primo libro La mia Amazzonia del rio Orinoco, tutto il ricavato della vendita del libro è stata destinata alla Fondazione Città della Speranza di Malo.

## Opere
- La mia Amazzonia del rio Orinoco: alla ricerca dell'Eldorado e del mondo perduto - 353 pagine, Fratelli Corradin editori Urbana (Padova), 2007[6]

## Mostre
- 1982 - Basilica Palladiana (Vicenza)
- 1986 - Villa Lattes (Vicenza) – “Amazzonia Venezuelana” proiezione di diapositive di Luigi Vignato[7]
- Istituto Italiano Latino Americano di Roma (con il patrocinio dell'Ambasciata Venezuelana) - Omaggio al Venezuela-Immagini della Guayana
- Visioni della Vallarsa
- Civiltà rurale del Brenta
- I Monti Berici
- Salviamo l'Araceli
- Migliarino - L'autostrada - Giappone
- Il Palladio e i suoi discepoli
- Montagnana nel Tempo oltre il Tempo

## Riconoscimenti
- 1982 - Medaglia d'argento dal Comitato d'Amicizia Venezuelano - Italiano, per benemerenze conseguite in campo diplomatico, culturale, giornalistico e fotografico utili alla conoscenza della Patria Venezuelana all'estero.[5]